# Einband-Europameisterschaft 1980

Logo CEB (ausrichtender Verband)

Veranstaltungsort: Wedel

Die Einband-Europameisterschaft 1980 war das 28. Turnier in dieser Disziplin des Karambolagebillards und fand vom 10. bis zum 13. April 1980 in Wedel statt. Es war die sechste Einband-Europameisterschaft in Deutschland.

## Geschichte
So knapp wie nie endete die 28. Einband-EM in Wedel. Nur durch den Generaldurchschnitt (GD) wurde das Turnier entschieden. Gleich drei Akteure waren am Ende punktgleich. Es siegte Ludo Dielis, der nur gegen Raymond Ceulemans verlor vor Ceulemans der nur gegen Dieter Müller verlor, der damit gegen den Belgier bei Einband-Europameisterschaften ungeschlagen blieb, und Müller der nur gegen Dielis verlor. Mit einem GD von 14,73 wurde Dielis aber verdienter Sieger. Erstmals nahmen in Wedel mit Fonsy Grethen und Wolfgang Zenkner zwei Spieler an einer Einband-EM teil, die später mehrfach Titelträger wurden. Der Wiener Heinrich Weingartner musste kurzfristig für seinen erkrankten Landsmann Johann Scherz einspringen und wurde daher nur Letzter.

## Turniermodus
Es wurde zwei Gruppen à fünf Spieler gebildet. Hier wurde im Round Robin System bis 200 Punkte gespielt. Die beiden Gruppenbesten spielten die Endrunde, wobei die Gruppenergebnisse übernommen wurden. Die Plätze 5 bis 9 wurden ausgespielt.
Bei MP-Gleichstand wird in folgender Reihenfolge gewertet:
1. MP = Matchpunkte
2. GD = Generaldurchschnitt
3. HS = Höchstserie

## Vorrundentabellen

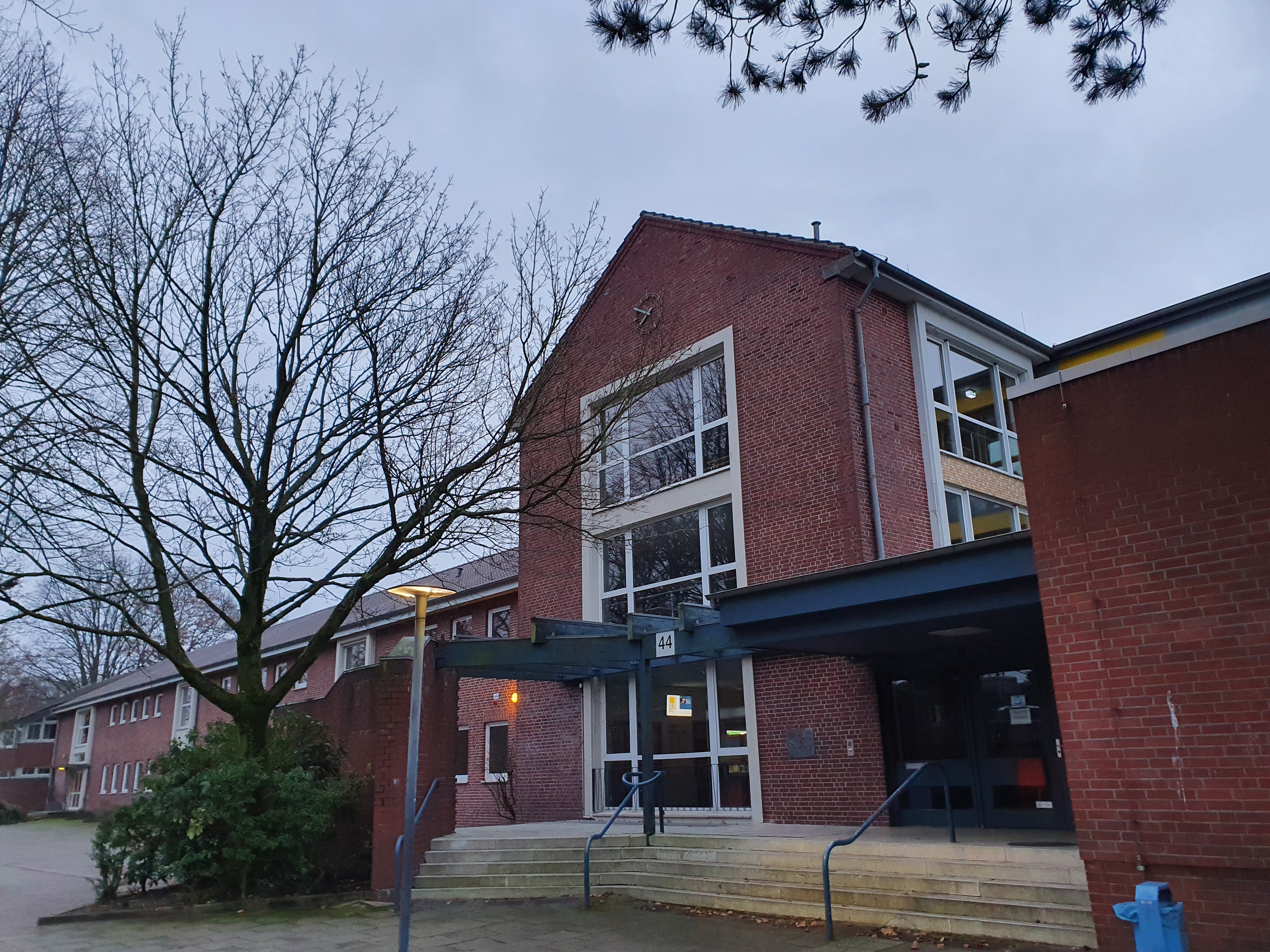
Ernst-Barlach-Schule

| MP    | Match Points (Sieger = 2; Unentschieden = 1; Verlierer = 0) |
| Pkte. | Erzielte Karambolagen                                       |
| Aufn. | Benötigte Versuche                                          |
| GD    | Generaldurchschnitt                                         |
| BED   | Bester Einzeldurchschnitt eines Spielers                    |
| HS    | Höchstserie                                                 |
|       | Bester GD des Turniers                                      |
|       | Bester ED des Turniers                                      |
|       | Beste HS des Turniers                                       |
|       | 1. Platz (Gold)                                             |
|       | 2. Platz (Silber)                                           |
|       | 3. Platz (Bronze)                                           |

| Platz | Name                   | MP  | Pkte | Aufn. | GD    | BED   | HS  |
| ----- | ---------------------- | --- | ---- | ----- | ----- | ----- | --- |
| 1     | Dieter Müller          | 8:0 | 800  | 80    | 10,00 | 13,33 | 66  |
| 2     | Raymond Ceulemans      | 6:2 | 767  | 58    | 13,22 | 25,00 | 110 |
| 3     | Christ van der Smissen | 4:4 | 617  | 101   | 6,10  | 6,66  | 30  |
| 4     | Antonio Oddo           | 2:6 | 663  | 110   | 6,02  | 5,12  | 34  |
| 5     | Heinrich Weingartner   | 0:8 | 532  | 105   | 5,06  | –     | 42  |

| Platz | Name              | MP  | Pkte | Aufn. | GD    | BED   | HS |
| ----- | ----------------- | --- | ---- | ----- | ----- | ----- | -- |
| 1     | Ludo Dielis       | 8:0 | 800  | 50    | 16,00 | 33,33 | 80 |
| 2     | Francis Connesson | 6:2 | 682  | 77    | 8,85  | 15,38 | 68 |
| 3     | Fonsy Grethen     | 4:4 | 560  | 94    | 5,95  | 14,28 | 72 |
| 4     | Wolfgang Zenkner  | 1:7 | 430  | 83    | 5,18  | 4,76  | 37 |
| 5     | José Quetglas     | 1:7 | 555  | 112   | 4,95  | 4,76  | 39 |

### Platzierungsspiele
| Platz            | Name                   | MP  | Pkte | Aufn. | GD    | BED   | HS |
| ---------------- | ---------------------- | --- | ---- | ----- | ----- | ----- | -- |
| Spiel um Platz 9 |                        |     |      |       |       |       |    |
| 9                | José Quetglas          | 2:0 | 200  | 37    | 5,40  | 5,40  | 37 |
| 10               | Heinrich Weingartner   | 0:2 | 138  | 37    | 3,72  | –     | 16 |
| Spiel um Platz 7 |                        |     |      |       |       |       |    |
| 7                | Antonio Oddo           | 2:0 | 200  | 33    | 6,06  | 6,06  | 39 |
| 8                | Wolfgang Zenkner       | 0:2 | 176  | 33    | 5,33  | –     | 37 |
| Spiel um Platz 5 |                        |     |      |       |       |       |    |
| 5                | Christ van der Smissen | 2:0 | 200  | 20    | 10,00 | 10,00 | 31 |
| 6                | Fonsy Grethen          | 0:2 | 108  | 20    | 5,40  | –     | 18 |

## Endrunde
| Platz | Name              | MP  | Pkte | Aufn. | GD    | BED   | HS |
| ----- | ----------------- | --- | ---- | ----- | ----- | ----- | -- |
| 1     | Ludo Dielis       | 4:2 | 520  | 44    | 11,81 | 20,00 | 50 |
| 2     | Raymond Ceulemans | 4:2 | 567  | 49    | 11,57 | 12,50 | 87 |
| 3     | Dieter Müller     | 4:2 | 523  | 49    | 10,67 | 13,33 | 53 |
| 4     | Francis Connesson | 0:6 | 374  | 60    | 6,23  | –     | 56 |

## Abschlusstabelle
| MP    | Match Points (Sieger = 2; Unentschieden = 1; Verlierer = 0) |
| Pkte. | Erzielte Karambolagen                                       |
| Aufn. | Benötigte Versuche                                          |
| GD    | Generaldurchschnitt                                         |
| BED   | Bester Einzeldurchschnitt eines Spielers                    |
| HS    | Höchstserie                                                 |
|       | Bester GD des Turniers                                      |
|       | Bester ED des Turniers                                      |
|       | Beste HS des Turniers                                       |
|       | 1. Platz (Gold)                                             |
|       | 2. Platz (Silber)                                           |
|       | 3. Platz (Bronze)                                           |

| Platz                     | Name                   | MP   | Pkte. | Aufn. | GD    | BED   | HS  |
| ------------------------- | ---------------------- | ---- | ----- | ----- | ----- | ----- | --- |
| 1                         | Ludo Dielis            | 10:2 | 1120  | 76    | 14,73 | 33,33 | 80  |
| 2                         | Raymond Ceulemans      | 10:2 | 1167  | 92    | 12,68 | 25,00 | 110 |
| 3                         | Dieter Müller          | 10:2 | 1123  | 114   | 9,85  | 13,33 | 66  |
| 4                         | Francis Connesson      | 6:6  | 974   | 119   | 8,18  | 15,38 | 68  |
| 5                         | Christ van der Smissen | 6:4  | 817   | 121   | 6,75  | 10,00 | 31  |
| 6                         | Fonsy Grethen          | 4:6  | 668   | 114   | 5,85  | 14,28 | 72  |
| 7                         | Antonio Oddo           | 4:6  | 863   | 143   | 6,03  | 6,06  | 39  |
| 8                         | Wolfgang Zenkner       | 1:9  | 606   | 116   | 5,22  | 4,76  | 37  |
| 9                         | José Quetglas          | 3:7  | 755   | 149   | 5,06  | 5,40  | 39  |
| 10                        | Heinrich Weingartner   | 0:10 | 670   | 142   | 4,71  | –     | 42  |
| Turnierdurchschnitt: 7,38 |                        |      |       |       |       |       |     |